# 南康郡
南康郡（なんこう-ぐん）は、中国にかつて存在した郡。晋代から唐代にかけて、現在の江西省贛州市一帯に設置された。

## 概要
282年（太康3年）、廬陵郡南部を分割して南康郡が立てられた。南康郡は揚州に属した。291年（元康元年）、揚州と荊州の10郡を合わせて江州が立てられると、南康郡は江州に転属した。晋の南康郡は贛・雩都・南康・陂陽の5県を管轄した。
南朝宋のとき、南康郡は贛・寧都・雩都・平固・南康・陂陽・南野・虔化の8県を管轄した。
南朝斉のとき、南康郡は贛・雩都・南野・寧都・平固・陂陽・虔化・南康の8県を管轄した。
589年（開皇9年）、隋が南朝陳を滅ぼすと、南康郡は廃止されて、虔州に編入された。607年（大業3年）に州が廃止されて郡が置かれると、虔州は南康郡と改称された。南康郡は贛・虔化・雩都・南康の4県を管轄した。
622年（武徳5年）、唐が江南を平定すると、南康郡は虔州と改められた。742年（天宝元年）、虔州は南康郡と改称された。758年（乾元元年）、南康郡は虔州と改称され、南康郡の呼称は姿を消した。